# RFA Cardigan Bay (L3009)
El RFA Cardigan Bay (L3009) de la Royal Fleet Auxiliary (RFA) es un buque de asalto anfibio de la clase Bay. Fue botado en 2005 y entró en servicio en 2007.

## Construcción
Construido por Swan Hunter en Wallsend, el trabajo sufrió un retraso en 2004 por un incidente que costó £ 20 millones. Fue botado en 2005 y fue comisionado en 2007, con 18 meses de retraso.
En 2008 fue testeado un shelter para aeronaves como solución a la falta de hangar de los clase Bay.

## Historia de servicio
En 2017 el RFA Cardigan Bay desplegó en el golfo Pérsico como barco nodriza de la Royal Navy y la Armada de los Estados Unidos.